# 西沃恩·张伯伦
西沃恩·张伯伦（英語：Siobhan Chamberlain，1983年8月15日—），英国女子足球运动员，场上位置是守门员。她曾代表英格兰代表队参加2007年、2011年和2015年国际足联女子世界杯，其中2015年世界杯获得季军。